# Игловые
И́гловые, или ры́бы-и́глы (лат. Syngnathidae) — семейство морских, солоноватоводных и пресноводных рыб подотряда игловидных (Syngnathoidei) отряда иглообразных (Syngnathiformes).
В состав семейства включают 298 видов рыб, объединяемых в 57 родов. Из них около 244 видов, принадлежащих к 56 родам, относятся к рыбам-иглам и примерно 54 вида, принадлежащих к одному роду морских коньков (Hippocampus). Цепкохвостая морская игла (Amphelikturus dendriticus) с Багамских островов является как бы промежуточным звеном между рыбами-иглами и морскими коньками.

## Общая характеристика
Размеры взрослых рыб колеблются от 2,5 до 60 см (рыбы-иглы) и 4—20 см (морские коньки). Представители семейства характеризуются очень удлинённым вытянутым телом (рыбы-иглы) или формой тела, напоминающей шахматную фигуру коня, с наклонённой к туловищу головой и сворачивающимся преимущественно хвостом (морские коньки). Голова с трубкообразным рылом. Хвост длинный, с его помощью могут прикрепляться к водорослям и различным предметам. Хвостовой плавник небольшой или отсутствует. Брюшные плавники также отсутствуют.
Окраска весьма изменчивая: красная, лиловая, жёлтая, бурая, зелёная, серая с различной пятнистостью, белая. Ряд видов способны изменять окраску тела в зависимости от фона окружающей среды. У многих видов развита мимикрия: форма тела, окраска, качающиеся движения имитируют окружающие водоросли или кораллы.

## Места обитания
К семейству относятся морские и солоноватоводные рыбы, а также небольшое число видов, обитающих в пресных водах. Распространены в прибрежной зоне тропических и умеренных вод. Предпочитают селиться у песчаных берегов, в зарослях водорослей и кораллов. Существуют виды, постоянно обитающие в толще воды, например, встречающаяся в Чёрном море пелагическая рыба-игла (Syngnathus schmidti) и Entelurus aequoreus из Саргассова моря, встречающаяся в открытом Атлантическом океане.

## Питание
Питаются мелкими планктонными ракообразными. Используя своё трубчатое рыло, они могут втягивать в себя добычу с расстояния до 4 см.

## Размножение
Процесс размножения сложный. О потомстве всегда заботится самец. У большинства видов именно самец вынашивает икру в специальной «выводковой сумке» — закрытой камере, расположенной на нижней стороне тела в хвостовом отделе. Самка откладывает в сумку икру небольшими порциями. В процессе откладывания икра оплодотворяется. У рыб-игл выводковая сумка длинная, продольная, с центральной продольной щелью и двумя боковыми створками, которые у многих видов в период вынашивания икры могут полностью закрываться, изолируя развивающихся эмбрионов от внешней среды. У морских коньков сумка практически полностью замкнута — в ней имеется лишь небольшое отверстие в передней части для откладывания икры и выхода мальков.

## Классификация

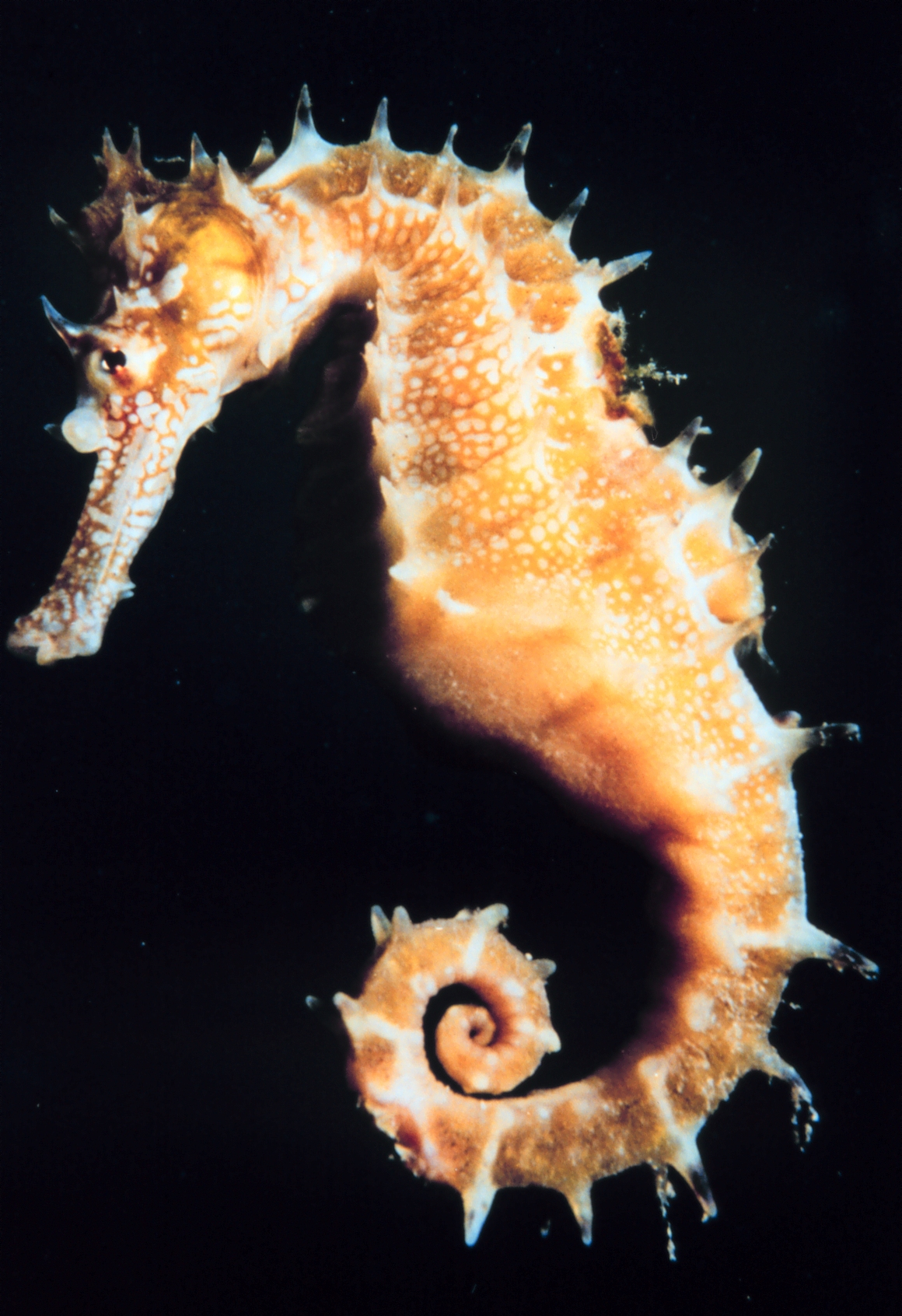
Морской конёк

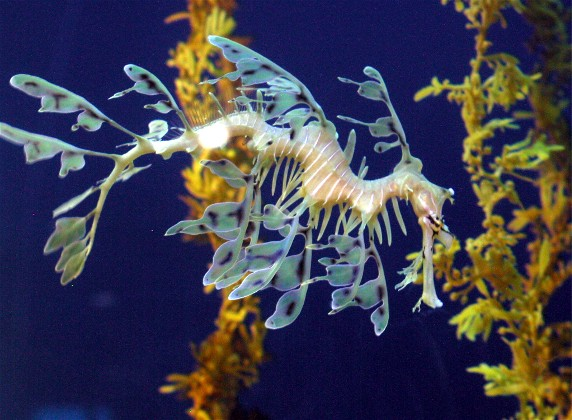
Морской конёк-тряпичник

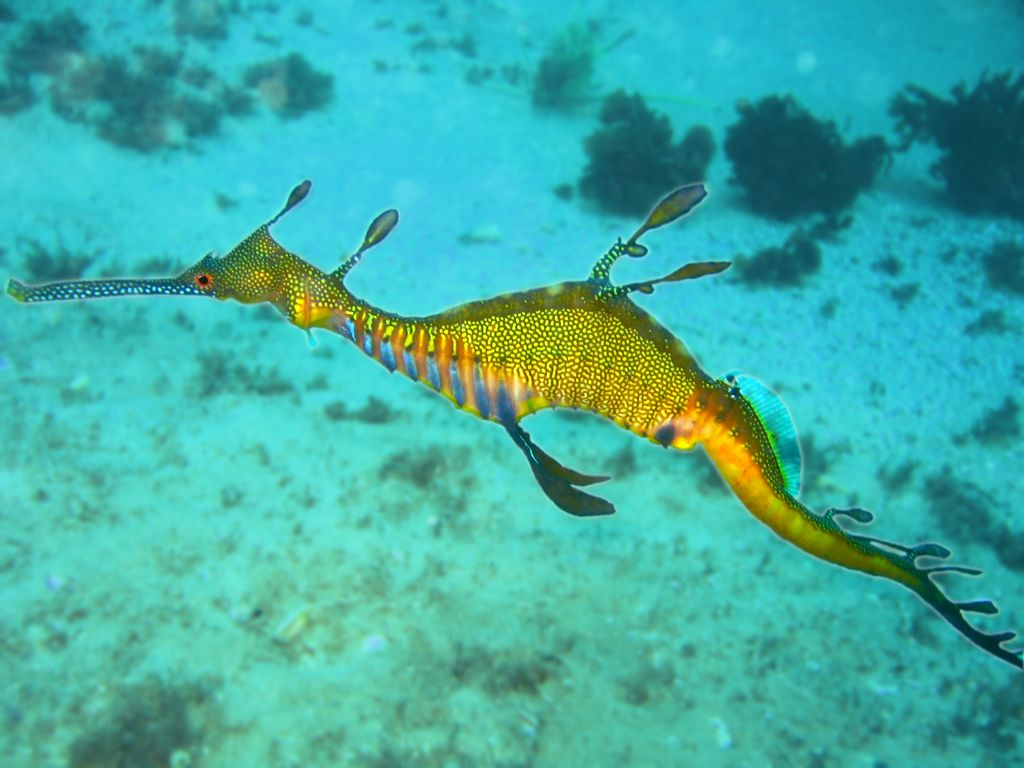
Phyllopteryx taeniolatus

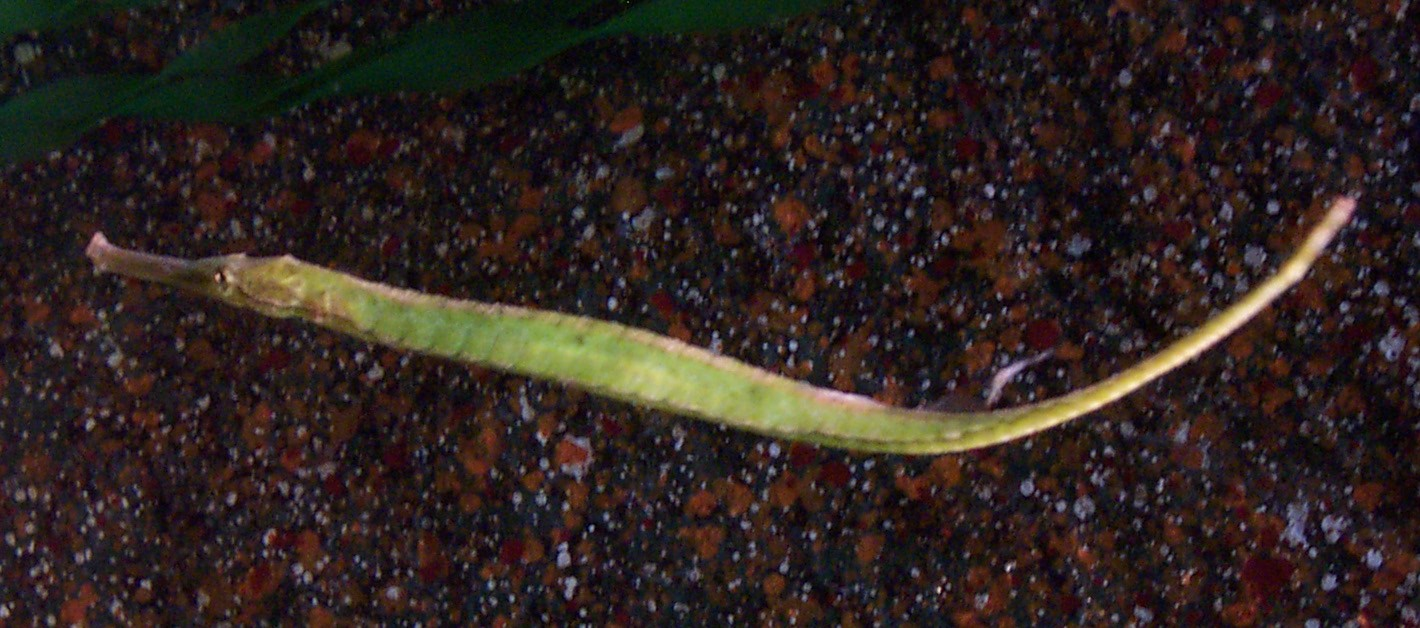
Рыба-игла

- Подсемейство Hippocampinae (Морские коньки)
  - Род Hippocampus
- Подсемейство Syngnathinae (Рыбы-иглы)
  - Род Acentronura Kaup, 1953
  - Род Amphelikturus Kaup, 1953
  - Род Anarchopterus Hubbs, 1935
  - Род Apterygocampus Weber, 1993
  - Род Bhanotia Hora, 1926
  - Род Bryx Herald, 1940
  - Род Bulbonaricus Herald in Schultz, Herald, Lachner, Welander et Woods, 1953
  - Род Campichthys Whitley, 1931
  - Род Choeroichthys Kaup, 1856
  - Род Corythoichthys Kaup, 1853
  - Род Cosmocampus Dawson, 1979
  - Род Doryichthys Kaup, 1953
  - Род Doryrhamphus Kaup, 1856
  - Род Dunckerocampus Whitley, 1933
  - Род Enneacampus Dawson, 1981
  - Род Entelurus Duméril, 1870
  - Род Festucalex Whitley, 1991
  - Род Filicampus Whitley, 1948
  - Род Halicampus Kaup, 1856
  - Род Haliichthys Gray, 1859
  - Род Heraldia Paxton, 1975
  - Род Hippichthys Bleeker, 1849
  - Род Hypselognathus Whitley, 1948
  - Род Ichthyocampus Kaup, 1853
  - Род Kaupus Whitley, 1971
  - Род Kimblaeus Dawson, 1980
  - Род Kyonemichthys Gomon, 2007
  - Род Leptoichthys Kaup, 1853
  - Род Leptonotus Kaup, 1853
  - Род Lissocampus Waite et Hale, 1921
  - Род Maroubra Whitley, 1948
  - Род Micrognathus Duncker, 1912
  - Род Microphis Kaup, 1853
  - Род Minyichthys Herald et Randall, 1972
  - Род Mitotichthys Whitley, 1948
  - Род Nannocampus Günther, 1877
  - Род Nerophis Rafinesque, 1810 — Змеевидные морские иглы
  - Род Notiocampus Dawson, 1979
  - Род Penetopteryx Lunel, 1881
  - Род Phoxocampus Dawson, 1977
  - Род Phycodurus Gill, 1896
  - Род Phyllopteryx Swainson, 1839
  - Род Pseudophallus Herald, 1940
  - Род Pugnaso Whitley, 1948
  - Род Siokunichthys Herald in Schultz, Herald, Lachner, Welander et Woods, 1953
  - Род Solegnathus Swainson, 1839
  - Род Stigmatopora Kaup, 1853
  - Род Stipecampus Whitley, 1948
  - Род Syngnathoides Bleeker, 1851
  - Род Syngnathus Linnaeus, 1758 — Обыкновенные морские иглы
  - Род Trachyrhamphus Kaup, 1853
  - Род Urocampus Günther, 1870
  - Род Vanacampus Whitley, 1951